# Montorsaio
Montorsaio è una frazione del comune italiano di Campagnatico, nella provincia di Grosseto, in Toscana.

## Geografia fisica
Il centro si trova sulla vetta di una collina a nord-est di Batignano, che costituisce una delle propaggini sud-orientali del massiccio di Monte Leoni. Dista circa 10 km dal capoluogo comunale.
Nelle vicinanze di Montorsaio sono presenti alcune cave di pietra, tra le quali anche una di sabbia silicea, e numerose miniere che in passato furono sfruttate per l'estrazione di argento, piombo ed antimonio.

## Storia
Il paese sorse in epoca medievale e venne controllato nel corso del tempo da varie famiglie, tra le quali gli Ardengheschi, che detenevano numerosi feudi tra gli attuali territori comunali di Civitella Paganico e Roccastrada.
A metà XIII secolo il centro passò sotto il controllo di Siena, divenendo possesso della famiglia Salimbeni fino al tardo XIV secolo. Il dominio senese, esercitato anche tramite nobili famiglie, proseguì fino al 1555, anno che sancì la definitiva caduta della Repubblica di Siena ed il passaggio nel Granducato di Toscana di tutti i territori e le località, Montorsaio compreso.

## Monumenti e luoghi d'interesse

### Architetture religiose

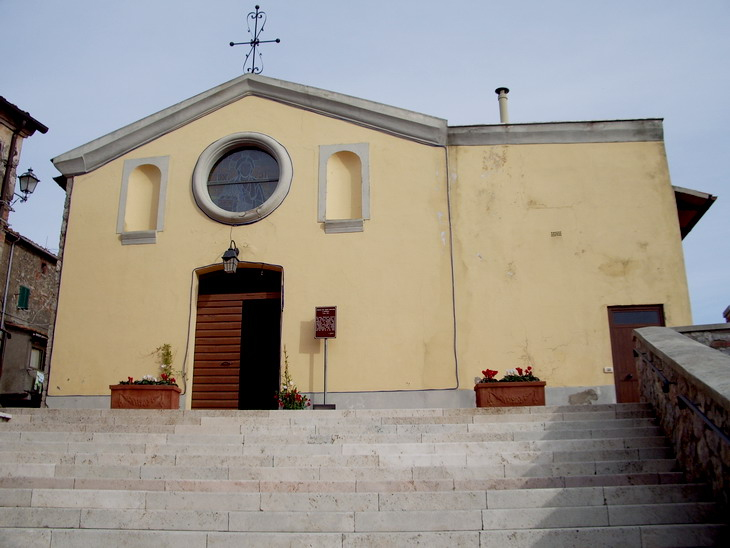
La chiesa parrocchiale

- Chiesa dei Santi Cerbone e Michele, chiesa parrocchiale della frazione, è documentata dal 1188. Il titolo di San Michele le deriva dal romitorio di San Michele arcangelo, posto fuori le mura, caduto in rovina nel XVIII secolo. La parrocchia dei Santi Cerbone e Michele conta circa 300 abitanti.[3]

- Chiesa del Santissimo Crocifisso, edificata in epoca medievale, fu ricostruita nel dopoguerra. Ospita al suo interno un Crocifisso ligneo del XVII secolo.

- Convento di San Benedetto alla Nave, situato nei pressi del paese sulle pendici di Monte Leoni, era un antico monastero benedettino che ospitò nel XIV secolo fra' Dolcino. Abbandonato nel 1751, fu in seguito trasformato in casale rurale.

### Architetture civili
- Cisterna di Montorsaio, monumentale cisterna per la distribuzione dell'acqua situata nell'eponima piazza.

### Architetture militari
- Mura di Montorsaio: costituiscono il sistema difensivo del centro del centro storico della frazione. Realizzate come doppia cinta muraria in epoca medievale, se ne conservano alcuni tratti.

- Cassero Senese, imponente complesso di origini medievali racchiuso all'interno della cinta muraria interna di Montorsaio, di cui si sono conservate alcune parti originarie sul lato che si affaccia su piazza della Cisterna.

## Società

### Evoluzione demografica
Quella che segue è l'evoluzione demografica della frazione di Montorsaio. Sono indicati gli abitanti dell'intera frazione e dove è possibile la cifra riferita al solo capoluogo di frazione. Dal 1991 sono contati da Istat solamente gli abitanti del centro abitato, non della frazione.
| Anno | Abitanti | Abitanti       |
| Anno | Frazione | Centro abitato |
| ---- | -------- | -------------- |
| 1640 | 281      | -              |
| 1745 | 114      | -              |
| 1833 | 265      | -              |
| 1845 | 248      | -              |
| 1921 | 601      | -              |
| 1931 | 587      | -              |
| 1961 | 485      | 337            |
| 1981 | 321      | 212            |
| 1991 | -        | 190            |
| 2001 | -        | 167            |
| 2011 | -        | 178            |

## Infrastrutture e trasporti
La frazione di Montorsaio è servita da uno svincolo sulla strada europea E78 Grosseto-Fano, nel tratto tra le città di Grosseto e di Siena, costituito dalla strada statale 223 di Paganico.